# Premia
|  | Pel topònim similar del Maresme, vegeu Premià |

Premia és una comuna italiana de la província de Verbano-Cusio-Ossola a la regió del Piemont. El 2004 tenia 607 habitants. Es troba a 140 km al nord-est de Torí, prop de la frontera amb Suïssa. Situada a la vall de Formazza, forma part de l'àrea lingüística germànica, ja que una de les seves fraccions, Salecchio/Saley, és habitat pels walser. Limita amb els municipis de Baceno, Bosco Gurin (Ticino), Campo (Vallemaggia) (Ticino), Crodo, Formazza i Montecrestese.

## Administració
| Període | Identitat       | Partit        |
| ------- | --------------- | ------------- |
| 2004-   | Elio Martinetti | Llista cívica |